# Mark Deklin
Mark Scott Deklin-Schwotzer (ur. 3 grudnia 1967 w Pittsburghu) – amerykański aktor telewizyjny, teatralny i filmowy.

## Życiorys
Urodził się w Pittsburghu, w stanie Pensylwania, gdzie występował w lokalnym i gimnazjalnym teatrze. W 1986 ukończył Thomas Jefferson High School i studiował na wydziale języka angielskiego i historii na Uniwersytecie Stanu Pensylwania. Studiował aktorstwo na University of Washington, gdzie otrzymał certyfikat towarzystwa amerykańskich reżyserów walki.
Zagrał w takich filmach jak Garbi: super bryka czy Widmo z głębin, a także w wielu serialach, w tym Trzy na jednego, Bez śladu, Gotowe na wszystko, Życie na Marsie, Las Vegas, Seks w wielkim mieście, Frasier, Czarodziejki czy Nie ma sprawy.
W sitcomie Grace i Frankie (2018−2019) grał homoseksualnego Roya.
Występuje również na Broadwayu. Zagrał w wielu sztukach Williama Szekspira, np. w Cyrano de Bergerac z laureatem Oscara Kevinem Kline’em, Makbecie, Otello, Jak wam się podoba, Troilusie i Kresydrze, Romeo i Julii, Miarce za miarkę oraz Poskromieniu złośnicy.

## Filmografia

### filmy fabularne
- 2001: Nathan's Choice (TV) jako Andrew
- 2002: Twin Set jako reporter
- 2005: Widmo z głębin (Tides of War) jako kapitan Galasso
- 2005: Garbi: super bryka (Herbie: Fully Loaded) jako reporter stacji ESPN
- 2006: Jej pierwszy raz (Mini's First Time) jako Ian Boyd
- 2007: Never Say Macbeth jako Scott
- 2007: Forced Alliance jako Lucan Andril
- 2009: Chesapeake Gold jako narrator

### seriale TV
- 1999: Guiding Light (Guiding Light) jako Joe
- 2000: Nie ma sprawy (Ed) jako dr Scott Benson
- 2002: Seks w wielkim mieście (Sex and the City) jako oficer Matt Cook
- 2004: One on One jako Helmut
- 2004: Frasier jako Clint
- 2004: Czarodziejki (Charmed) jako Bosk
- 2005: CSI: Kryminalne zagadki Miami (CSI: Miami) jako Russell Edge
- 2005: Specjalistki (Hot Properties) jako Hunk
- 2006: CSI: Kryminalne zagadki Nowego Jorku (CSI: NY) jako Rick Smith
- 2006: Four Kings jako Brandon
- 2006: Las Vegas (Las Vegas) jako Jeff McKee
- 2006–2007: Justice jako dr Matthew Shaw
- 2006−2007: Gotowe na wszystko (Desperate Housewives) jako Bill Pearce
- 2007: Orzeł kontra rekin (Shark) jako Peter Rhodes
- 2008: Lista ex (The Ex List) jako Elliott Mayer
- 2009: Życie na Marsie (Life on Mars) jako Ronald Harris
- 2009: Trzy na jednego (Big Love) jako Jack
- 2009: Korporacja według Teda (Better Off Ted) jako Mordor
- 2009: Bez śladu (Nip/Tuck) jako Skip Pierce
- 2012: Świętoszki z Dallas (GCB) jako Blake Reilly
- 2014: Pokojówki z Beverly Hills (Devious Maids) jako Nicholas Deering
- 2018−2019: Grace i Frankie jako Roy

### gry wideo
- 2006: Call of Duty 3 jako major Gerald Ingram (głos)
- 2008: God of War: Chains of Olympus jako Deimos (głos)